# 찰스턴 콜리시엄 & 컨벤션 센터
찰스턴 콜리시엄 & 컨벤션 센터(Charleston Coliseum & Convention Center)은 미국 웨스트버지니아주 찰스턴에 위치한 실내 경기장이다.